# Ștefănești (Ștefan Vodă)
Ștefănești è un comune della Moldavia situato nel distretto di Ștefan Vodă di 1.202 abitanti al censimento del 2004.